# (319227) Erichbär
(319227) Erichbär ist ein Asteroid des Hauptgürtels, der am 9. Januar 2006 von Martin Fiedler vom Astroclub Radebeul e.V. an der Volkssternwarte Adolph Diesterweg in Radebeul entdeckt wurde.
Der Asteroid wurde am 8. Oktober 2014 nach dem Astronomen Erich Bär aus Radeberg in Sachsen benannt.